# Eustrophus dermestoides
Eustrophus dermestoides är en skalbaggsart som först beskrevs av Fabricius 1793.  Eustrophus dermestoides ingår i släktet Eustrophus, och familjen brunbaggar. Enligt den finländska rödlistan är arten akut hotad i Finland. Arten har ej påträffats i Sverige. Artens livsmiljö är naturlundskogar.